# Пушин, Гавриил Ефремович
Гавриил Ефремович Пушин (1896—1937) — фигурант Второго Московского процесса, в 1930-е годы — заместитель главного инженера Главхимпрома Наркомата тяжёлой промышленности. В 1936 году был арестован, расстрелян в 1937 году.

## Биография
Гавриил Пушин родился в 1896 году в Екатеринославе. По национальности еврей. Получил высшее образование. В 1924 году вступил в ВКП(б). Работал в Донбассе, Харькове. В 1931 году Пушин был назначен главным инженером строительства азотно-туковского комбината в Горловке, занимал должность заместителя главного инженера Главхимпрома Наркомата тяжёлой промышленности СССР. Был также главным инженером строительства Рионского азотно-тукового комбината в городе Кутаиси Грузинской ССР.
21 октября 1936 года Пушин был арестован по делу «параллельного антисоветского троцкистского центра». Был одним из фигурантов Второго Московского процесса. На суде признал себя виновным во всех предъявленных ему обвинениях, пояснив, что был завербован в троцкистскую организацию Станиславом Ратайчаком и занимался шпионажем в пользу Германии. 30 января 1937 года Военная коллегия Верховного Суда СССР признала Пушина виновным в совершении преступлений, предусмотренных статьями 58-1а, 58-8, 58-9 и 58-11 Уголовного Кодекса РСФСР и приговорила его к высшей мере наказания — расстрелу. 1 февраля 1937 года приговор был приведён в исполнение.
18 июня 1963 года решением Военной коллегии Верховного Суда СССР Пушин был посмертно реабилитирован.